# Gmina Marion (hrabstwo Clayton)

Położenie Gminy Marion w hrabstwie Clayton

Gmina Marion (ang. Marion Township) – gmina w USA, w stanie Iowa, w hrabstwie Clayton. Według danych z 2000 roku gmina miała 389 mieszkańców, a jej powierzchnia wynosi 92,89 km².